# Pomník padlým v 1. světové válce (Pouchov)
 Pomník padlým v 1. světové válce v Pouchově – pískovcový pomník, který byl odhalen 17. června 1923.

## Popis pomníku
Na velkém pískovcovém kvádru se nachází figura sedící ženy, která má být alegorií vlasti. Její smutný obličej říká úplně vše. Vpředu na podnoži hlásá nápis: „NEVRÁTILI SE, MRTVI JSOU. 1914–1918. Vzadu je uvedeno 34 jmen padlých 1914–1918 a pod letopočtem 1938–1945 osm dalších jmen (1914–1918. ANTOŠ JOS., BROŽ JOS., DOLEŽAL ANT., DOLEŽAL AL., DEMCZUK J., EŠNER V., FEJTEK JOS., HAJNA LUD., HAVRÁNEK J., HACKER RUD., HAVELKA J., HEBELKA V., HLOUŠEK JOS., JAROŠ JAN, KAREŠ JOS., KLAMT JOS., KOTLAND JAN, KRÁLÍK JOS., NEUMAN JOS., NOVÁK JAR., PULTAR ANT., PAVEL JOS., ŠIDLICHOVSKÝ KAR., TYLŠ VIL., ŠKLUBAL FR., TOMEŠ JOS., VEITH JOS., VOGNAR JAROSL., VOGNAR SVATOPL., VOLÁK JOS., VINTERA JOS., VOSMÍK K., KUBEC JOS., VOJTĚCH FR. LEGIONÁŘ. 1938–1945. JANEBA JOS., VOKÁL AD., SATRANSKÝ JOS., KOPIČ VÁCLAV, KOPIČ JAN, UHLÍŘ JAROSL., NĚMEC MIR., ČEJKOVÁ KVĚTA, BAREŠ VLAST., VOKOLEK ZD.“).

## Historie
O zřízení pomníku padlým se začalo přemýšlet již na konci 1. světové války. Poté pak přišel pád monarchie a vznik ČSR, a tudíž důležitější věci k řešení, takže plán byl odsunut na pozdější dobu.
Teprve 11. září 1921 bylo na schůzi obecního zastupitelstva zvoleno komité, jehož členy se stali legionáři František Jaroš, Václav Hodek, Josef Matějka a Antonín Holub, obec zastupovali starosta Václav Hroneš a zastupitelé František Picka, Karel Hilse a Adolf Čepek. Jeho hlavním úkolem bylo sehnání peněz, aby mohl být projekt úspěšně zahájen. Po obci byla uspořádána sbírka, jež celkem vynesla 1 837 Kč. K tomu byl přidán obnos 150 Kč, který byl dříve sebrán na zřízení dětské opatrovny, z fondu ve prospěch rodin mobilizovaných bylo vyčleněno 99,32 Kč a na podnik bylo pamatováno i při pořádání plesů i jiných zábav, jejichž výnos byl věnován na tento účel. Vedle toho obecní zastupitelstvo věnovalo vždy 40 % dávky ze zábav. Nějaký ten peníz přiložili i četní jednotlivci.
5. března 1922 se komité rozhodlo sjednat s Antonínem Müllerem, novým vlastníkem sochařského závodu Karla Hilseho, smlouvu, podle níž měl vytvořit pomník za 9 000 Kč. Členové Sokola, tj. Václav Bouček, Jan Volák a Josef Hanousek, se však postavili proti a požadovali oslovení více sochařů, jejichž návrhy by byly vystaveny a z nich byl vybrán ten, který by se nejvíce líbil. Výsledkem bouřlivých diskuzí bylo nové komité, složené z Josefa Hanouska, Josefa Poláka, Václava Boučka, stavitele Františka Capouška a legionáře Josefa Paťavu. Předsedou a pokladníkem byl zvolen starosta Václav Hroneš a jednatelem obchodník Josef Hanousek. Poté bylo vybráno 5 návrhů, které byly předány k posouzení architektu Oldřichu Liskovi a odbornému učiteli zámečnické školy Hugo Pávkovi. Ti doporučili návrh Václava Škody. Překážkou však byla dohoda s Antonínem Müllerem. Komité požádalo oba sochaře, aby se společně dohodli a zhotovili pomník spolu. K dohodě však nedošlo a Antonín Müller nakonec od první smlouvy odstoupil. Komité následně prohlásilo, že pomník bude proveden následujícího roku, přičemž si znovu vyžádá návrhy na jeho zhotovení. 8. března 1923 podal Karel Hilse návrh, který byl velice podobný tomu od Václava Škody, ale o 3 768 Kč levnější. 1.-2. dubna téhož roku byla provedena v místní škole výstavka došlých návrhů, na níž byl nejvíce návštěvníky oceňován návrh Václava Škody z minulého roku (26 hlasů) a druhý jeho návrh (16 hlasů). Konkurent Antonín Müller oslovil jen 12 návštěvníků, Karel Hilse dokonce jen 2.
Zhotovení pomníku tak bylo zadáno Václavu Škodovi z Hradce Králové, a to za 10 000 Kč. Cementový podstavec provedl stavební úředník Václav Bouček. Na své místo byl pomník postaven 15. června 1923 a zahradník Jan Vognar z čp. 161 upravil květinami okolí pomníku. V předvečer slavnosti bylo sehráno divadelní představení „Sen čes. vojáka“, které bylo opakováno i druhý den večer. K slavnostnímu odhalení pomníku došlo 17. června 1923. Po průvodu a zapění „Bože velký, Bože všech“ zahájil slavnost starosta Václav Hroneš, po kterém se ujal slavnostního projevu Josef Jahoda, osvětový referent pěší divize č. 4 z Hradce Králové. Po jeho řeči žákyně Eliška Fejtková přednesla báseň a slavnost byla zakončena „Chorálem národa českého“ a státní hymnou. Následně se před farou uskutečnil slavnostní koncert hudby kapelníka Třísky z Pražského Předměstí. Akce byla finančně velmi zdařilá, takže komité celkem přijalo 13 968,92 Kč, vydalo 11 115,40 Kč a zbytek 2 853,52 Kč byl rozdělen na stavbu Husova pomníku a místnímu okrašlovacímu spolku.
Po osvobození byly na pomník dotesány jména obětí 2. světové války, ale v pozdějších letech byl pomník opomíjen. Teprve v roce 2004 byl skutečně zrestaurován.